# Verevi
Verevi (također Elva; Veliko jezero Elva na estonskom Verevi järv, Elva Suurjärv) je jezero srednje veličine u Estoniji. Jezero se nalazi na zapadnoj strani grada Elva u dolini Elva. Jezero je izduženog oblika (pravac sjever-jug). Iz jezera istječe rijeka Kavilda. Jezero ima bogat biljni i životinjski svijet, postoji više od 25 vrsta makrofita. Od riba najviše ima bodorki, dok manje ima grgeča, crvenperki, štuka, deverika, linjaka i karasa.
Na jezeru ima puno turističkih atrakcija tijekom ljetnih dana.